# Lash (álbum)
Lash es el segundo EP de The Jesus Lizard (tras el primero Pure, en 1989).

## Lista de canciones
1. "Glamorous" - 3:07
2. "Deaf as a Bat" - 1:40
3. "Lady Shoes (En vivo)" - 2:37
4. "Killer McHann (En vivo)" - 2:11
5. "Bloody Mary (En vivo)" - 2:41
6. "Monkey Trick (En vivo)" - 4:32